# 7992 Yozan
7992 Yozan este un asteroid din centura principală de asteroizi.

## Descriere
7992 Yozan este un asteroid din centura principală de asteroizi. A fost descoperit pe 28 noiembrie 1981 la Tokai de Toshimasa Furuta. El prezintă o orbită caracterizată de o semiaxă mare de 3,10 ua, o excentricitate de 0,32 și o înclinație de 9,5° în raport cu ecliptica.